# International Control Commission

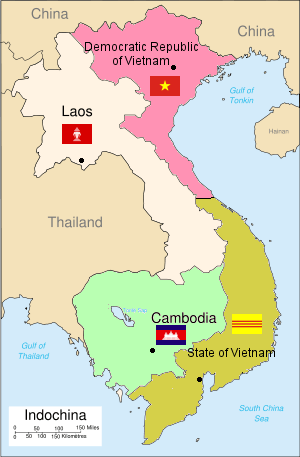
Karte nach dem Genfer Abkommen 1954

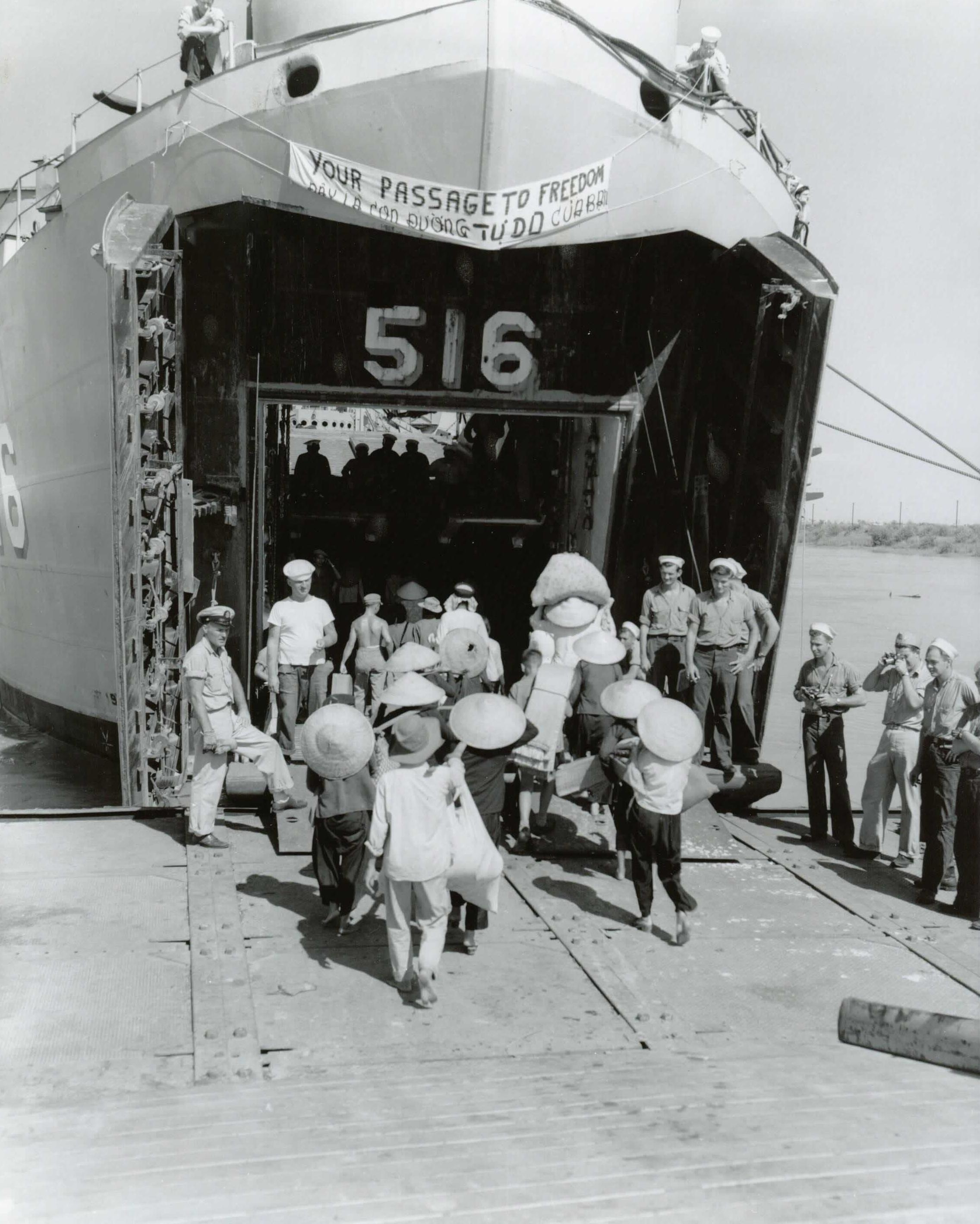
1954 unterstützte die ICC die Umsiedlung von Vietnamesen zwischen Nord- und Südvietnam und den Austausch von Kriegsgefangenen

Die International Control Commission (deutsch: Internationale Kontrollkommission, kurz ICC oder ICSC) war eine militärische Beobachtermission und friedenserhaltende Mission der Mächte Polen, Indien und Kanada in Südostasien. Eingesetzt in den Ländern Vietnam, Laos und Kambodscha sollte sie das Ergebnis der Indochinakonferenz überprüfen und die Einhaltung des Genfer Abkommens vom 21. Juli 1954 überwachen.
Die Kommission stellte ihre Arbeit zu Beginn des Jahres 1973 ein und wurde durch die International Commission of Control and Supervision kurz ICCS ersetzt. Im Großen und Ganzen gilt die Mission als gescheitert. So konnte sie weder den Vietnamkrieg verhindern noch die Bürgerkriege in Laos und Kambodscha.
Die drei Länder waren bewusst ausgewählt worden: Polen als Mitglied des Ostblocks, Kanada als Mitglied der NATO und Indien als blockfreier Staat. Die ICC verfügte nie über ausreichende Mittel, um die gestellten Aufgaben zu erfüllen. Mit dem Vertrag über die Neutralität von Laos (engl.: International Agreement on the Neutrality of Laos) unterzeichnet am 23. Juli 1962 in Genf erhielt die ICC zusätzliche Aufgaben. Sie sollte den Abzug von ausländischen Truppen im Königreich Laos überwachen. Auch dies gelang dem ICC nicht. Zwar zogen die Vereinigten Staaten ihre Truppen und Militärberater vertragsgemäß aus Laos ab. Dennoch griffen sie weiterhin in den Bürgerkrieg ein, indem sie von Thailand aus Laos bombardierten. Auch übernahm die Central Intelligence Agency (CIA) Operationen in Laos und errichtete dafür geheime Basen und bildete Hmong-Kämpfer aus. Nordvietnam nutzte das Gebiet von Laos weiterhin zur Versorgung seiner Truppen in Südvietnam Ho-Chi-Minh-Pfad und griff entscheidend im Nordosten des Landes in den Bürgerkrieg ein, indem Nordvietnam die Pathet-Lao-Streitkräfte unterstützte. Zeitweise befanden sich mehrere nordvietnamesische Divisionen im Land. Die ICC war nicht in der Lage, diese Operationen ausreichend zu dokumentieren, da es an Mitteln fehlte, in dem dünnbesiedelten Land umfassende Kontrollen durchzuführen. Es fehlte auch am politischen Willen, da weder Polen noch Kanada ein Interesse daran hatten, dass die Operationen der jeweiligen Bündnispartner umfassend dokumentiert würden. Auch die Flächenbombardements der Amerikaner wurden von der ICC nicht thematisiert. Laos gilt als das am meisten bombardierte Land der Erde.
Kanada beteiligte sich mit insgesamt 240 Soldaten und 50 Zivilisten des Außenministeriums an der Mission. Polen beteiligte sich mit insgesamt zirka 1400 Soldaten. Indien stellte den Vorsitzenden und ein Infanterie-Bataillon. Die Stärke variierte, lag aber im Schnitt bei zirka 1000 Mann, aufgeteilt in 14 Teams. Hauptquartier war zuerst in Hanoi, ab April 1958 in Saigon. Ausrüstung und Fahrzeuge stellten die USA. Das ICC verfügte über keine eigenen Luftfahrzeuge. Sie charterten Flugzeuge und Hubschrauber von privaten Anbietern, z. B. von der Air America, einer privaten Fluggesellschaft der Pacific Cooperation, in Wirklichkeit eine Tarnfirma der CIA. Bei Patrouillen in Küstengewässern stellte Nord- und Südvietnam Patrouillenboote. Dadurch waren unangemeldete Kontrollen nicht möglich. Die Inspektoren durften nur das sehen, was ihnen die kriegsführenden Parteien erlaubten. Das Mandat ließ keine eigenen Initiativen zu. Kanadischen Soldaten wurde unterstellt, dass sie Informationen an die amerikanischen Streitkräfte weitergaben. Indien galt als pro-sowjetisch, Polen galt als Kriegspartei. Die südvietnamesische Regierung anerkannte das ICC nicht, sondern übermittelte ihre Beschwerden an Frankreich. Dies lehnte aber das ICC ab.